# Новосибирская епархия
Новосиби́рская епа́рхия — епархия Русской православной церкви, объединяющая приходы и монастыри в пределах городов Новосибирск, Бердск, Обь, посёлка Кольцово, а также Колыванского и Новосибирского районов Новосибирской области. Входит в состав Новосибирской митрополии.
Имеет: 210 приходов и молитвенных помещений, 4 монастыря, 197 священнослужителей (158 священников, 39 диаконов)[уточнить], 5 общеобразовательных православных гимназий, 50 воскресных школ, 3 православных детских сада.

## История

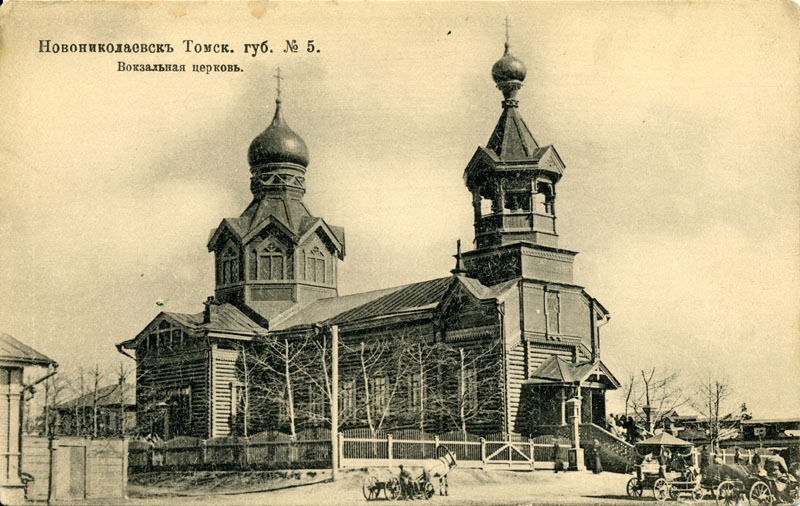
Церковь Пророка Даниила, первая церковь в Ново-Николаевске (разрушена в 1925 году)

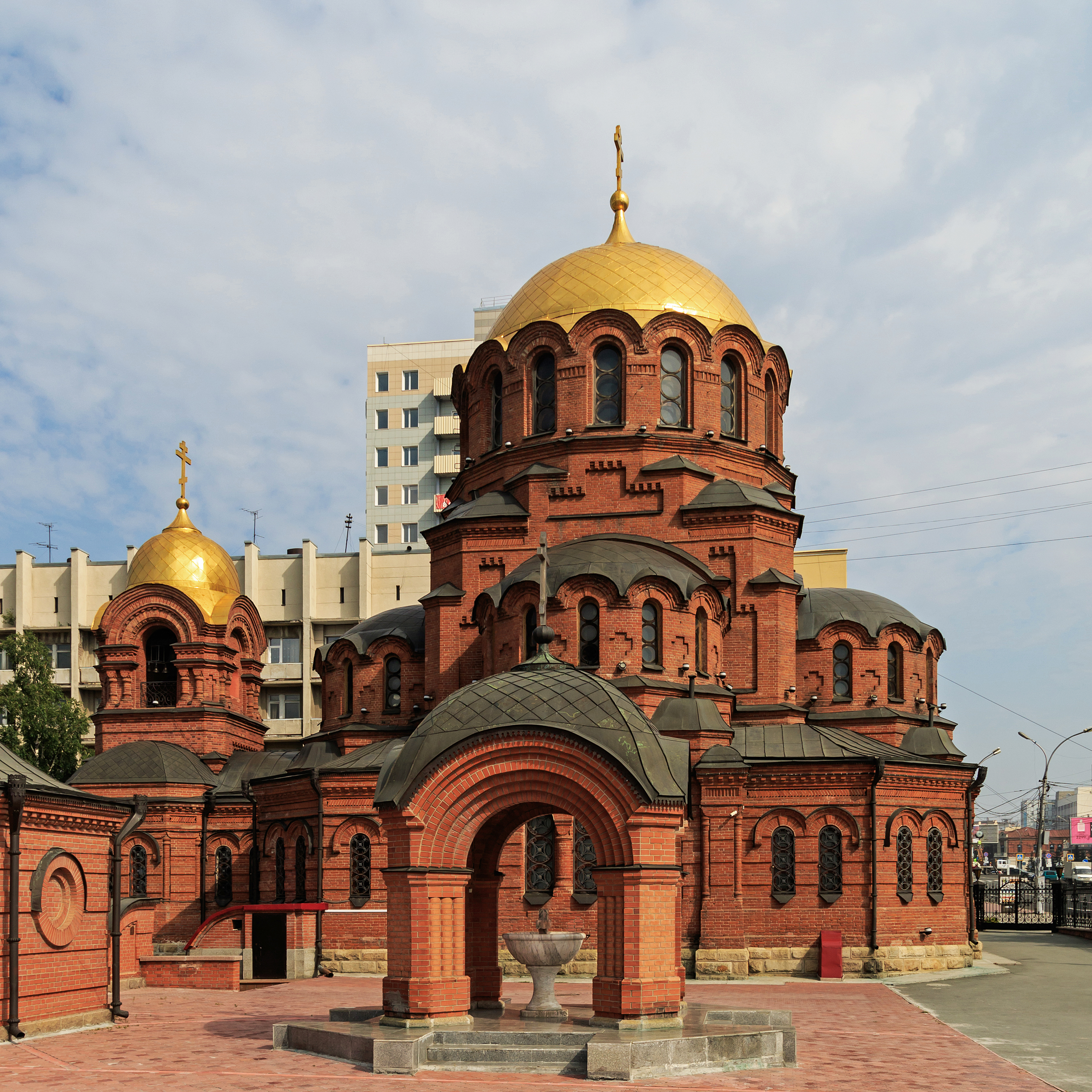
Собор Александра Невского, старейший из действующих храмов епархии

Территория современной Новосибирской области в начале XX века входила в Томскую епархию. В феврале 1922 года после образования Ново-Николаевской губернии на её территории было образовано Ново-Николаевское викариатство Томской епархии, епископом был назначен Софроний (Арефьев). После его ареста в конце 1922 года в Ново-Николаевске утвердились обновленцы, сделавшие его центром обновленческой Сибирской митрополии, к которой перешло большинство храмов.
До 1924 года на территории современной Новосибирской области было 310 православных храмов и молитвенных домов. Эти приходы (кроме части Чистоозёрного, Купинского, Татарского и Усть-Таркского районов) входили в Томскую епархию.
В сентябре 1924 года в Москве была совершена архиерейская хиротония архимандрита Никифора (Асташевского) во епископа Ново-Николаевского: таким образом, была учреждена новая Ново-Николаевская епархия. С приездом владыки Никифора в Ново-Николаевск началось массовое возвращение духовенства вместе с прихожанами из обновленческого раскола. В конце 1920-х годов Новосибирская епархия насчитывала 206 приходов. Уже в 1924 году епархия стала именоваться Новосибирской и Барнаульской; с 1994 года — Новосибирская и Томская; с 1995 года — Новосибирская и Бердская.
На рубеже 1920-х — 1930-х началось массовое закрытие и разрушение храмов. Были арестованы, расстреляны или приговорены к длительным срокам заключения несколько сот священнослужителей и мирян Новосибирской епархии: протоиерей Николай Ермолов и священник Иннокентий Кикин (канонизированы Русской Православной Церковью в 2002 году), архиепископ Сергий (Васильков) (расстрелян в 1937 году), архимандрит Сергий (Скрипалыциков), протоиереи: Василий Курков, Иоанн Боголюбов, Александр Аристов, Исидор Максимов, священники: Василий Выхованец, Петр Матузков, Николай Чемерзов, Иоанн Богатов, Владимир Тихомиров, протодиакон Григорий Солодилов и многие другие.
В 1937—1943 годы кафедра вдовствовала. В конце 1930-х годов были закрыты все церкви на территории области, кроме единственной — Успенской кладбищенской церкви в Новосибирске. Этот маленький храм стал на короткое время кафедральным для прибывшего в Новосибирск в августе 1943 года архиепископа (впоследствии митрополита) Варфоломея. В 1944 году епархии был возвращён Вознесенский кафедральный собор. Трудами митрополита Варфоломея были открыты многие храмы на огромной территории от Урала до Тихого океана. При последующих архиереях в середине 1950-х — начале 70-х годов епархия пережила волну закрытия храмов. В 1972 году епархию возглавил епископ Гедеон (Докукин) (в будущем митрополит). Он смог остановить закрытие храмов, добился регистрации новых общин, установил отношения с местными властями.
В конце 1980-х годов Новосибирская и Барнаульская епархия включала в себя территории Новосибирской, Томской и Кемеровской областей, Красноярского и Алтайского краёв, Тувинской АССР. В 1990 году образована Красноярская, в 1993 году Кемеровская, в 1994 году Барнаульская епархия, в 1995 году Томская епархия. С 1995 года епархия получила название Новосибирской и Бердской и ограничена территорией Новосибирской области.
Решением Священного Синода от 28 декабря 2011 года в пределах Новосибирской епархии образованы:
- Каинская епархия — в административных границах Барабинского, Венгеровского, Каргатского, Коченевского, Куйбышевского, Кыштовского, Северного, Татарского, Чановского, Чулымского, Убинского и Усть-Таркского районов Новосибирской области. Епископом Каинским и Барабинским избран иеромонах Феодосий (Чащин);
- Карасукская епархия — в административных границах Баганского, Доволенского, Здвинского, Карасукского, Кочковского, Краснозерского, Купинского, Ордынского и Чистоозерного районов Новосибирской области. Епископом Карасукским и Ордынским избран игумен Филипп (Новиков);
- Искитимская епархия — в административных границах Болотнинского, Искитимского, Маслянинского, Мошковского, Сузунского, Тогучинского и Черепановского районов Новосибирской области. Епископом Искитимским и Черепановским избран игумен Лука (Волчков).

Этим же решением в границах Новосибирской области была образована Новосибирская митрополия, включающая в себя Новосибирскую, Каинскую, Карасукскую и Искитимскую епархии. Главой Новосибирской митрополии назначен архиепископ Новосибирский и Бердский Тихон (Емельянов), возведённый 8 января 2012 года в сан митрополита.

## Названия
- Ново-Николаевская (викарная) (1922)
- Ново-Николаевская (1924—1926)
- Новосибирская (1926—1943)
- Новосибирская и Барнаульская (1943 — 26 февраля 1994)
- Новосибирская и Томская (26 февраля 1994 — 6 октября 1995)
- Новосибирская и Бердская (с 6 октября 1995)

## Новосибирские архиереи
Ново-Николаевское викариатство Томской епархии
- Софроний (Арефьев) (1922)

самостоятельная епархия
- Никифор (Асташевский) (28 сентября 1924 — май 1935)
- Сергий (Васильков) (8 мая 1935 — 29 июля 1937)
  - 1937—1943 — кафедра вдовствовала
- Варфоломей (Городцов) (27 июля 1943 — 1 июня 1956)
- Нестор (Анисимов) (18 июля 1956 — 8 сентября 1958)
- Донат (Щеголев) (8 сентября 1958 — 5 мая 1961)
- Леонтий (Бондарь) (5 мая 1961 — 14 мая 1963)
- Кассиан (Ярославский) (14 мая 1963 — 20 мая 1964)
- Павел (Голышев) (23 июня 1964 — 2 февраля 1972)
- Гедеон (Докукин) (2 февраля 1972 — 26 января 1990)
- Вадим (Лазебный) (4 февраля — 19 августа 1990) в/у, епископ Иркутский
- Тихон (Емельянов) (19 августа 1990 — 16 июля 1995)
- Сергий (Соколов) (10 декабря 1995 — 20 октября 2000)
- Тихон (Емельянов) (28 декабря 2000 — 28 декабря 2018)
- Никодим (Чибисов) (с 28 декабря 2018)

Правящий архиерей с 28 декабря 2018 года — митрополит Никодим (Чибисов).

## Благочиния

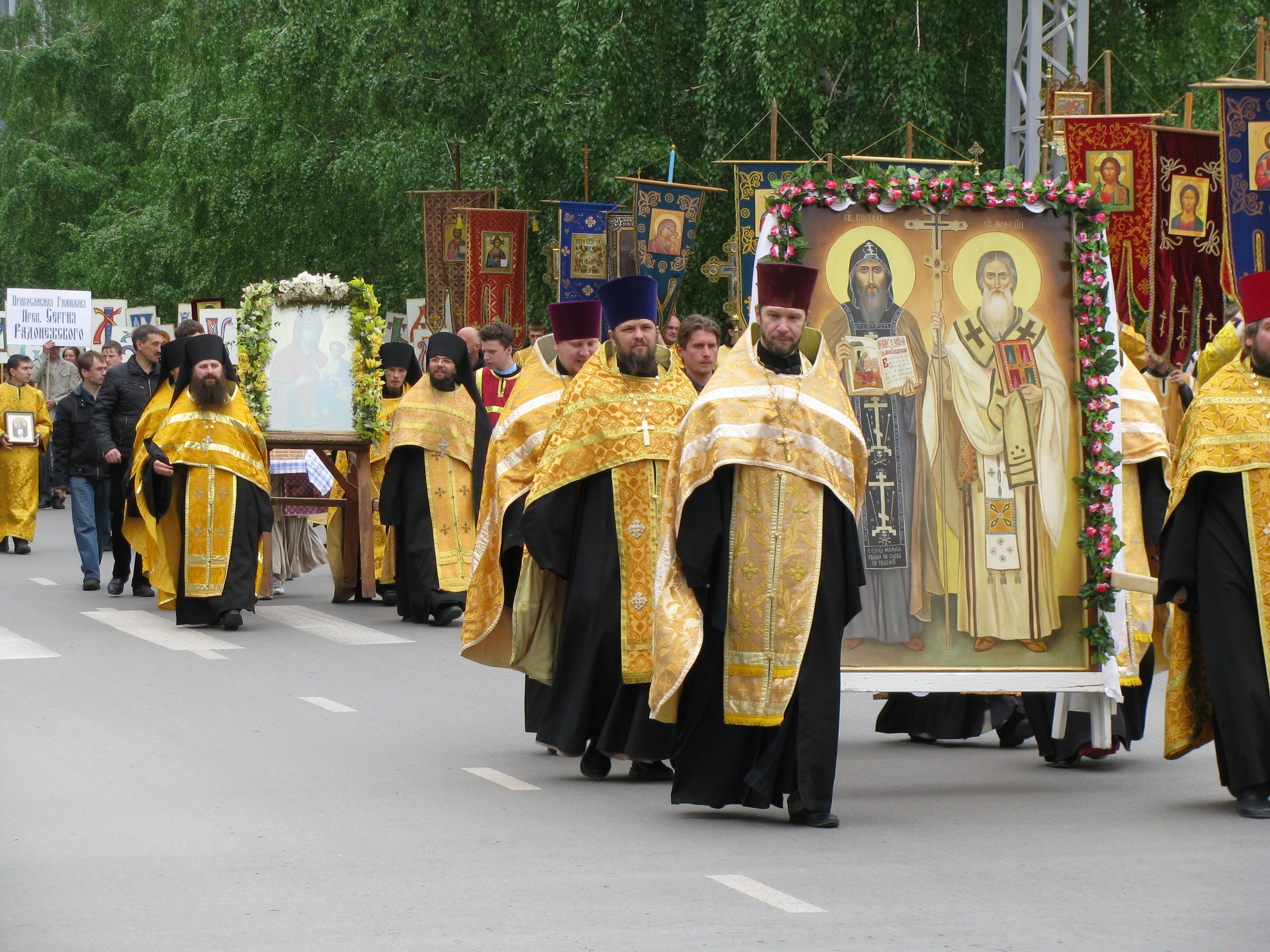
Духовенство епархии на крестном ходе в день славянской культуры и письменности

Епархия разделена на 8 церковных округов (По состоянию на октябрь 2022 года[значимость факта?]):
- 1-е Градское благочиние
- 2-е Градское благочиние
- 3-е Градское благочиние
- 1-е Сельское благочиние
- 2-е Сельское благочиние
- Колыванское благочиние
- Монастырское благочиние
- Благочиние тюремных храмов

## Кафедральные соборы
Епархия имеет два кафедральных собора:
Вознесенский кафедральный собор в Новосибирске
Вознесенский Кафедральный собор — главный храм епархии, где располагается кафедра правящего архиерея. Верхний имеет три придела: в честь Вознесения Христова, Николая Чудотворца и Серафима Саровского, нижний храм освящён во имя Александра Невского и праотца Гедеона.
Первый деревянный храм в честь Вознесения Господня был построен в городе Ново-Николаевске в 1913 году. В 1924 году церковь стала кафедральным собором, в 1937 году он был закрыт и в нём разместили зернохранилище. В 1944 году трудами митрополита Варфоломея он был возвращён епархии. В 1970—1980 годы собор был перестроен в камне.
Богослужения в соборе проходят ежедневно, в нём проходят стажировку молодые священнослужители Новосибирской епархии. При соборе действует детская воскресная школа (шесть классов), детский хор (старшая и младшая группы), воскресная школа для взрослых (две группы). Ежедневно в нижнем храме открыта библиотека духовной литературы. Регулярно проводятся православные молодёжные встречи. В соборе организован благотворительный центр, осуществляется сбор денежных средств, одежды и обуви для малоимущих.
Для своевременного освещения религиозной жизни города в средствах массовой информации при соборе организована православная видеостудия.
Кафедральный собор Преображения Господня в Бердске

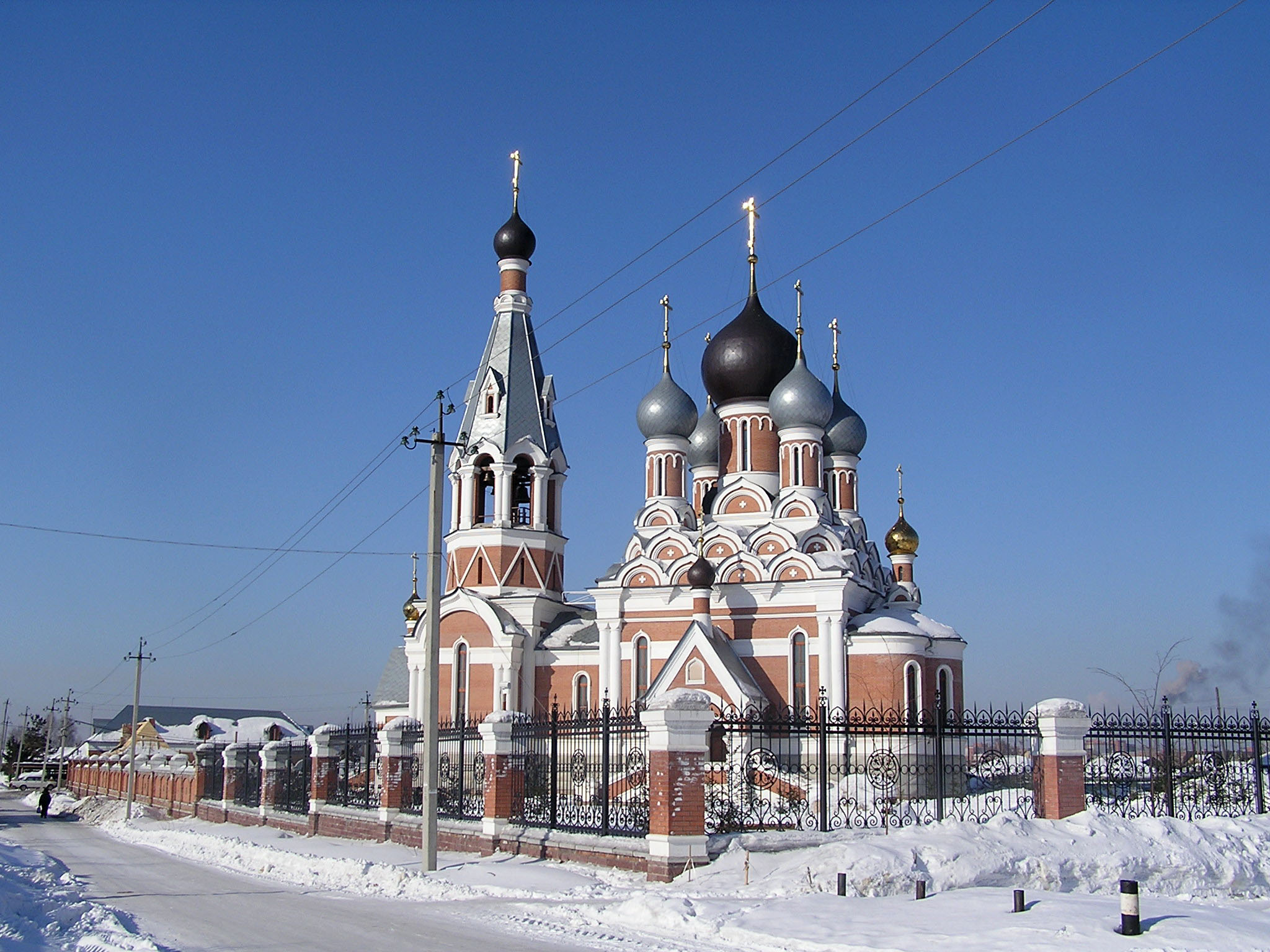
Преображенский собор в Бердске

Преображенский собор в Бердске — второй кафедральный собор епархии. Заложен 7 июля 1992 года. Храм имеет два уровня — нижний во имя трёх святителей (освящён в 1999 году епископом Сергием (Соколовым)), верхний во имя Преображения Господня (в 2001 году (малое освящение), в 2004 году — освящение главного престола совершил архиепископ Тихон (Емельянов)). С 1999 года при храме работает воскресная школа.

## Учебные заведения
С 1995 года по благословению Патриарха Алексия II действует Новосибирский Свято-Макарьевский православный богословский институт. С 2003 года он входит в структуру Учебного комитета Русской православной церкви, а с 2004 года носит наименование «Свято-Макарьевский» в честь свт. Макария (Невского), митрополита Алтайского. Ректором института является протоиерей Александр Матрук (с 12 июля 2007 года).
Решением Священного Синода от 27 мая 2009 года было принято решение открыть на базе Пастырского факультета богословского института Новосибирскую духовную семинарию. Ректором семинарии назначен архиепископ Тихон (Емельянов).
В Новосибирске действуют две православных гимназии:
- Православная гимназия во имя Преподобного Сергия Радонежского Архивная копия от 21 июня 2007 на Wayback Machine — лауреат конкурса «Лучшие школы России — 2005»
- Православная гимназия во имя святых равноапостольных Кирилла и Мефодия (при церкви в честь иконы Божией Матери Знамение-Абалацкая)

## Монастыри
- Мужской монастырь в честь святых Новомучеников Российских (Монастырь на сайте епархии Архивная копия от 27 сентября 2007 на Wayback Machine; Сайт монастыря)
- Мужской монастырь во имя святого мученика Евгения (Монастырь на сайте епархии Архивная копия от 27 сентября 2007 на Wayback Machine)
- Женский монастырь в честь Покрова Пресвятой Богородицы и благоверного князя Александра Невского (Монастырь на сайте епархии Архивная копия от 27 сентября 2007 на Wayback Machine; Монастырь на Яндекс-карте; Монастырь на Google maps)